# Puerto Montt
Puerto Montt je přístavní město v jižní části Chile, středisko provincie Llanquihue (nazvané podle stejnojmenného jezera) a regionu Los Lagos. Na území obce o rozloze 1673 km² žije přibližně 170 tisíc obyvatel, tedy přibližně 27 % populace celého regionu Los Lagos. Tvoří konurbaci společně s městem Puerto Varas.
Město má příznivou a strategickou polohu v zálivu Reloncaví, chráněném ostrovem Tenglo. Panuje zde přímořské klima s velkým srážkovým úhrnem (1910 mm ročně), přičemž deštivých dnů je zde průměrně 222 v roce.
Zdejší přístav je branou, která spojuje střed a sever země s jižními regiony Aysén a Magallanes. Funguje zde také mezinárodní letiště El Tepual. Končí zde železniční trať ze Santiaga, uvedená do provozu roku 1912 jako jedna z nejjižnějších na světě, nicméně úsek připojující Puerto Montt je v současnosti bez osobní dopravy. Důležitým ekonomickým odvětvím je zde rybolov orientovaný na lososy.

## Dějiny
Město bylo založeno roku 1853, v době, kdy sem proudilo velké množství imigrantů, zejména německého původu. Je zde k vidění pomník stého výročí německého osidlování (1852–1952). Název město dostalo na počest tehdejšího chilského prezidenta Manuela Montta. Od správní reformy z roku 1974 je sídlem regionu.
4. března 1969, za vlády křesťanskodemokratického prezidenta Montalvy, se zde 90 rodin bez přístřeší pokusilo obsadit neobydlené pozemky, aby si zde zbudovali nouzová obydlí. Ministr vnitra Pérez Zujovic dal rozkaz k vyklizení, které skončilo masakrem, při němž bylo policisty zabito 11 převážně mladých osob a jedno nemluvně. Tyto události připomíná v jedné ze svých písní Víctor Jara.